# قلعه زاربلاغ

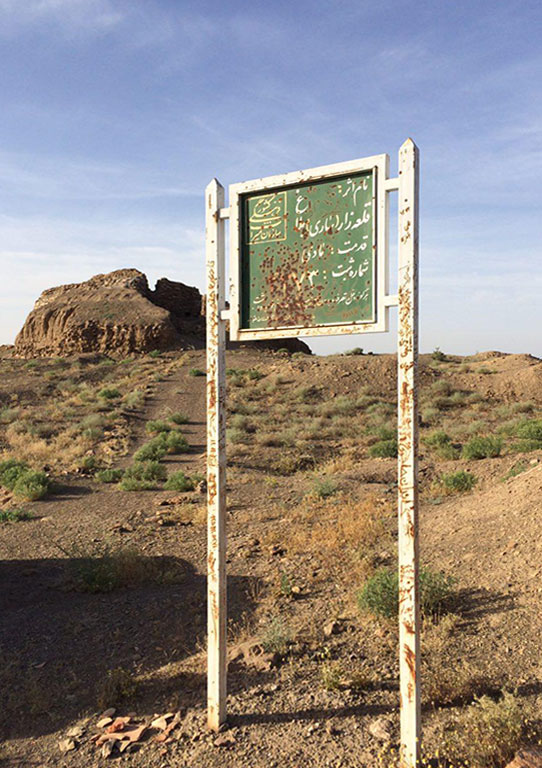
تابلو نصب شده قلعه زاربلاغ دوره مادی توسط میراث فرهنگی و گردشگری

قلعه زاربلاغ مربوط به دوره مادی است و در شهرستان قم، بخش مرکزی، جاده تهران، گردنه علی‌آباد واقع شده است. این اثر در تاریخ ۵ آذر ۱۳۸۰ با شماره ثبت ۴۳۷۳ به عنوان یکی از آثار ملی ایران به ثبت رسیده است.